# Nusa Roviana
Gizo – miasto na Wyspach Salomona, 1528 mieszkańców (2009), położone na północnym zachodzie wyspy o Roviana,  w Prowincji Zachodniej Wysp Salomona.